# Stemhokje

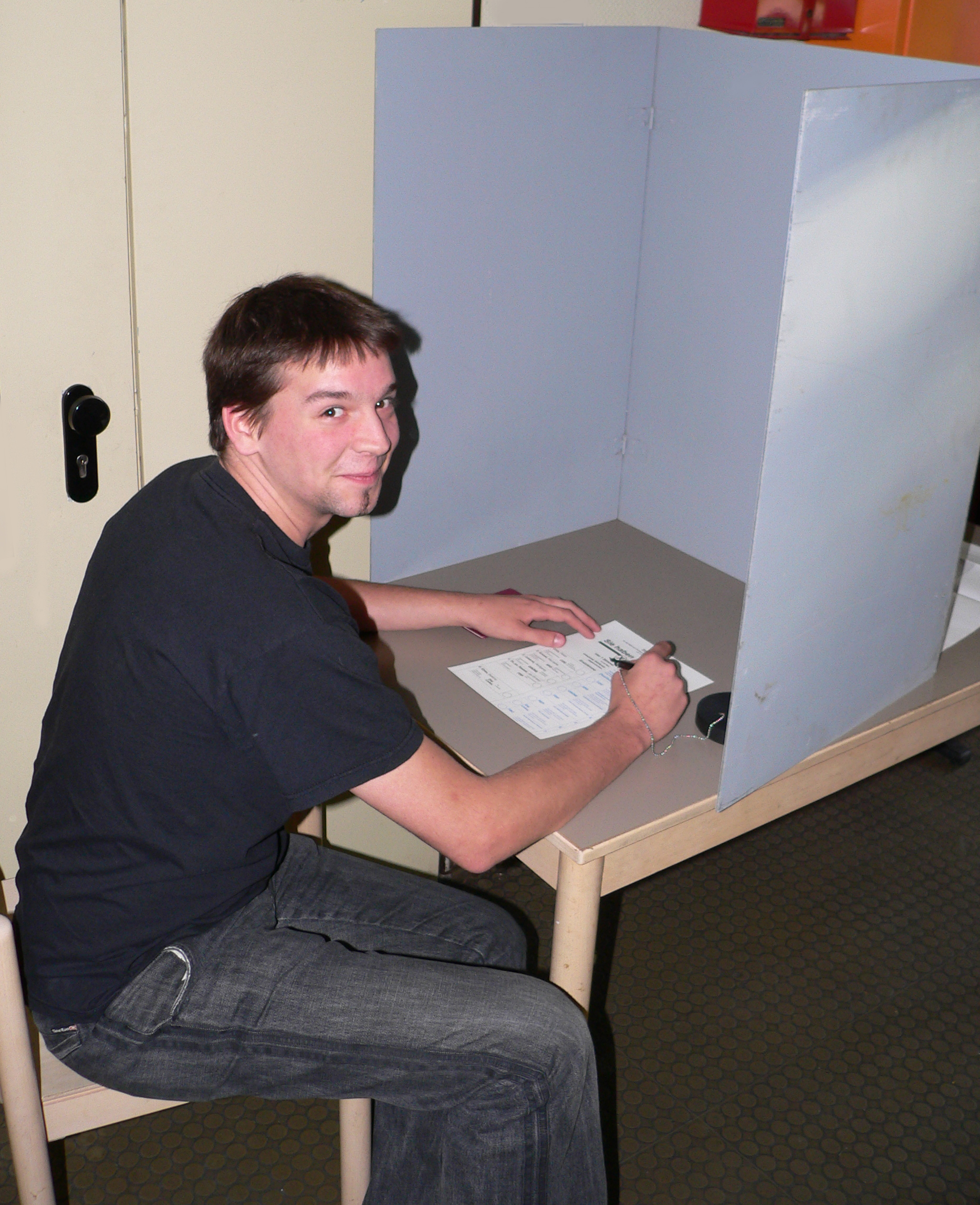
Kiezer in een stemhok bij de Duitse Bondsdagverkiezingen 2005

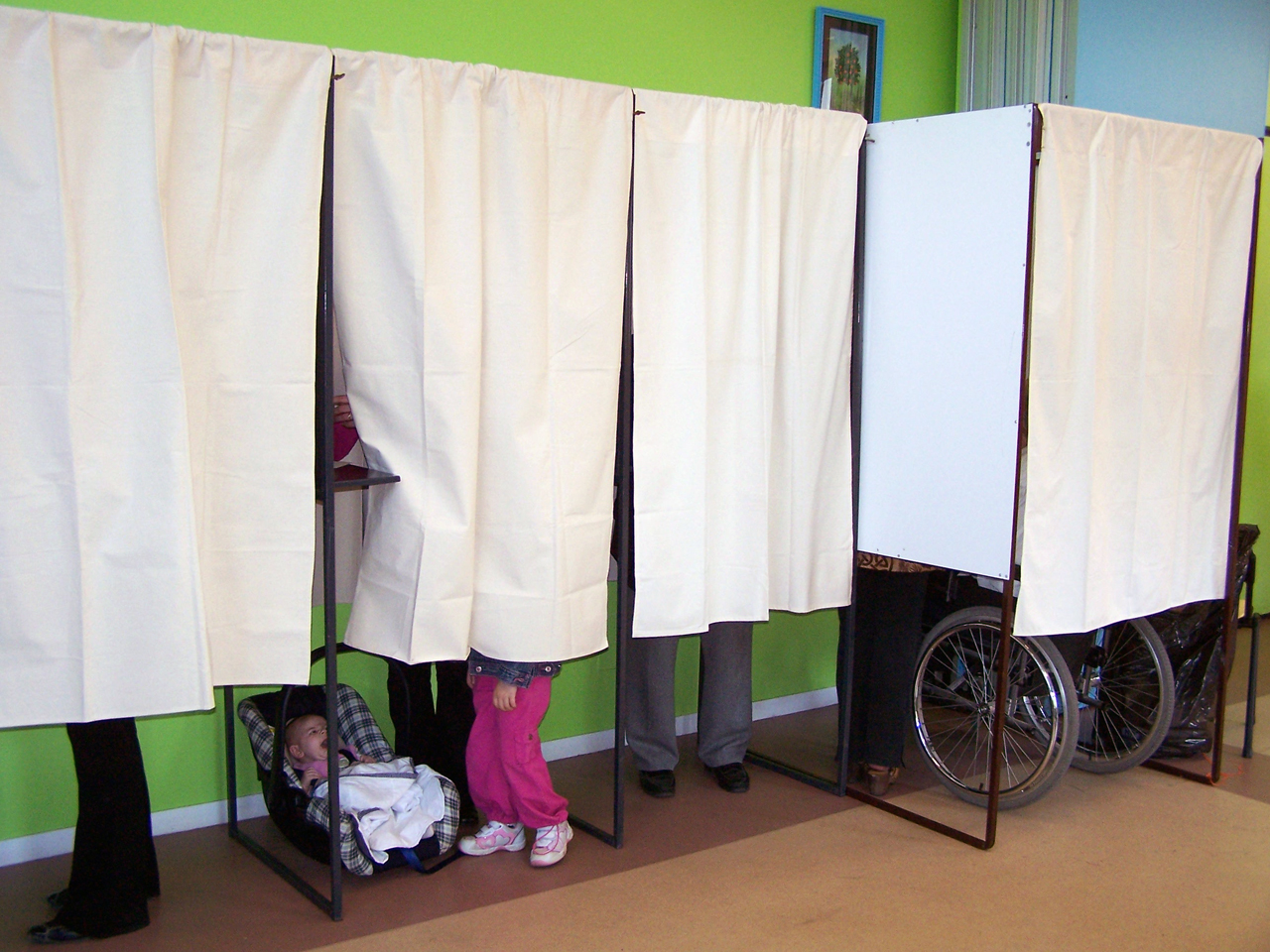
Stemhokken bij de Franse presidentsverkiezingen 2007

Het stemhok of vaker stemhokje is een afgeschermde ruimte waarin kiezers in het geheim hun stem kunnen uitbrengen. Het hokje mag steeds maar door één persoon worden betreden, waarop de leden van het stembureau toezien.

## Stemhokje in België
Het stemhokje werd ingevoerd met de wet van 9 juli 1877 op de geheime stemming.

## Stemhokje in Nederland
In het stemhokje kruisen de kiezers met een rood potlood hun kandidaat naar keuze op het stembiljet aan, vouwen deze daarna op en steken het buiten het stemhokje in de stembus.
Kiezers die door een lichamelijke beperking niet in staat zijn alleen het stembiljet in te vullen, mogen in het stemhokje ondersteund worden door een begeleider. Dit betreft bijvoorbeeld kiezers die blind zijn of door een gebrek geen potlood kunnen vasthouden.
Als antwoord op onduidelijkheden bij eerdere verkiezingen over het gebruik van smartphones in stemhokjes heeft het ministerie van Binnenlandse Zaken begin 2014 laten weten, dat het nemen van selfies binnen het stemhokje is toegestaan als hiermee het verloop van de stemming niet wordt gehinderd. Het toelaten van smartphones mag er echter niet toe leiden dat het stemgeheim van andere kiezers niet meer is gewaarborgd of dat zij in hun privacy belemmerd voelen. In België zijn handelingen die het stemgeheim doorbreken - zo ook het nemen van selfies - nog altijd verboden.